# Stefan Savić
Stefan Savić, cyr. Стефан Савић (ur. 8 stycznia 1991 w Mojkovacu) – czarnogórski piłkarz występujący na pozycji obrońcy.

## Życiorys

### Kariera klubowa
Treningi piłkarskie rozpoczął w klubie FK Brskovo Mojkovac. Następnie do 2009 roku trenował w juniorskim zespole FK BSK Borča. W 2009 roku dołączył do seniorskiej drużyny tego klubu. W lutym 2010 roku przebywał na testach w londyńskim Arsenalu F.C.; transfer nie doszedł jednak do skutku. 30 sierpnia 2010 odszedł za 300 tysięcy euro do belgradzkiego FK Partizan. W sezonie 2010/2011 wraz z klubem został mistrzem kraju oraz wystąpił w czterech meczach fazy grupowej Ligi Mistrzów.
6 lipca 2011 został piłkarzem angielskiego Manchesteru City – kwota transferu wyniosła 12 milionów euro. W Premier League zadebiutował 15 sierpnia 2011 w wygranym 4:0 meczu ze Swansea City A.F.C. Grał w nim od 74. minuty, gdy zastąpił Adama Johnsona. W sezonie 2011/2012 wraz z klubem został mistrzem Anglii. 31 sierpnia 2012 odszedł na zasadzie wolnego transferu do włoskiego ACF Fiorentina. W Serie A zagrał po raz pierwszy 7 października 2012 – miało to miejsce w wygranym 1:0 meczu z Bologna FC 1909. 20 lipca 2015 został piłkarzem hiszpańskiego Atlético Madryt. Transfer kosztował 12 milionów euro. W Primera División zadebiutował 22 września 2015 w wygranym 2:0 spotkaniu z Getafe CF. Wraz z Atlético w sezonie 2017/2018 zwyciężył w Lidze Europy i Superpucharze Europy. Dwa lata wcześniej dotarł z nim do finału Ligi Mistrzów.
W latach 2016–2018 był wybierany piłkarzem roku w Czarnogórze.

### Kariera reprezentacyjna
W latach 2008–2010 występował w reprezentacjach Czarnogóry do lat 19 i 21. W seniorskiej reprezentacji zadebiutował 11 sierpnia 2010 w wygranym 2:0 towarzyskim spotkaniu z Irlandią Północną.

### Życie prywatne
Jego ojciec Dragan był czarnogórskim politykiem. Pełnił m.in. funkcję burmistrza miasta Mojkovac, leżącego na północy Czarnogóry. 6 kwietnia 2011 popełnił samobójstwo.

## Sukcesy
FK Partizan
- Mistrzostwo Serbii: 2010/2011
- Puchar Serbii: 2010/2011

Manchester City
- Mistrzostwo Anglii: 2011/2012
- Tarcza Wspólnoty: 2012

Atlético Madryt
- Liga Europy UEFA: 2017/2018
- Superpuchar Europy UEFA: 2018
- Finał Ligi Mistrzów UEFA: 2015/16

Indywidualne
- Czarnogórski piłkarz roku: 2016, 2017, 2018